# William Haines (acteur)
Pour les articles homonymes, voir Haines et William Haines.
William Haines, né à Staunton, Virginie le 2 janvier 1900 et mort le 26 décembre 1973 à Santa Monica, Californie, est un acteur et architecte d'intérieur américain .

## Biographie
William Haines signe son contrat avec la Metro-Goldwyn-Mayer en 1922, puis il passe à la Columbia Pictures où il rencontre l'adhésion du public pour son rôle dans The Midnight Express, puis il retourne à la M.G.M. en 1926, où il enchaîne les succès.
William Haines est obligé d'arrêter sa carrière en 1934, après avoir refusé un mariage lavande, quand son homosexualité a été jugée incompatible avec le Code Hays, publié la même année.
Il se lance dans une carrière prospère de décorateur d'intérieur, grâce à l'appui de ses amis d'Hollywood. Il meurt d'un cancer du poumon.

## Filmographie partielle
- 1922 : Brothers Under the Skin (en) d'E. Mason Hopper
- 1923 : Un drame en Polynésie (Lost and Found on a South Sea Island) de Raoul Walsh
- 1923 : Âmes à vendre (Souls for Sale) de Rupert Hughes
- 1923 : La Sagesse de trois vieux fous (Three Wise Fools), de King Vidor
- 1924 : Amours de Reine (Three Weeks) d'Alan Crosland
- 1924 : Silence sacré (True as Steel) de Rupert Hughes
- 1924 : The Midnight Express (en)
- 1924 : Les Parvenus (The Gaiety Girl) de King Baggot
- 1924 : Wine of Youth de King Vidor
- 1924 : Desert Outlaw (en) d' Edmund Mortimer
- 1924 : Circé (Circe, the Enchantress) de Robert Z. Leonard
- 1924 : La Femme de Don Juan (The Wife of the Centaur), de King Vidor
- 1925 : A Fool and His Money d'Erle C. Kenton
- 1925 : Une femme sans mari (A Slave of Fashion), de Hobart Henley
- 1925 : Fighting the Flames
- 1925 : La Tour des mensonges (The Tower of Lies) de Victor Sjöström
- 1925 : La Petite Annie (Little Annie Rooney), de William Beaudine
- 1925 : Poupées de théâtre (Sally, Irene and Mary) d'Edmund Goulding
- 1926 : Memory Lane (en) de John M. Stahl
- 1926 : The Thrill Hunter
- 1926 : Mike
- 1926 : Tom, champion du stade (Brown of Harvard), de Jack Conway : Tom Brown
- 1926 : Lovey Mary de King Baggot
- 1926 : Marine d'abord ! (Tell It to the Marines) de George W. Hill
- 1927 : A Little Journey
- 1927 : Slide, Kelly, Slide
- 1927 : Le Temps des cerises (Spring Fever)
- 1927 : L'Irrésistible (West Point)
- 1928 : La Boule blanche (en) (The Smart Set) de Jack Conway
- 1928 : Tu te vantes (Telling the World)
- 1928 : Le Fardeau (Excess Baggage) de James Cruze
- 1928 : Mirages (Show People), de King Vidor
- 1928 : Jimmy le mystérieux (Alias Jimmy Valentine) de Jack Conway
- 1929 : La Tournée du grand duc (The Duke Steps Out)
- 1929 : A Man's Man de James Cruze
- 1929 : Hollywood chante et danse (The Hollywood Revue of 1929)
- 1929 : Coureur (Speedway) de Harry Beaumont
- 1929 : Navy Blues
- 1930 : Mademoiselle, écoutez-moi donc ! (The Girl Said No)
- 1930 : Le Metteur en scène (Free and Easy) d'Edward Sedgwick
- 1930 : Way Out West de Fred Niblo
- 1930 : La Bande fantôme (Remote Control) de Nick Grinde et Malcolm St. Clair
- 1931 : Les Bijoux volés (The Stolen Jools) de William C. McGann
- 1931 : A Tailor-Made Man (en) de Sam Wood
- 1931 : C'est mon gigolo (Just a Gigolo) de Jack Conway
- 1931 : New Adventures of Get Rich Quick Wallingford de Sam Wood
- 1932 : Ici New York (Are You Listening?) de Harry Beaumont
- 1932 : Fast Life de Harry A. Pollard
- 1934 : Young and Beautiful de Joseph Santley
- 1934 : The Marines Are Coming (en) de David Howard